# Eetje Sol
Johan Wilhelm Eduard ("Eetje") Sol  (Tjiomas, Nederlands-Indië, 10 juni 1881 – Den Haag, 21 oktober 1965) was een Nederlands voetballer.
Sol, samen met zijn broer John, speelde voor HVV, waarmee hij meermaals Nederlands kampioen werd. Hij speelde als middenvelder drie keer in het Nederlands voetbalelftal en vertegenwoordigde Nederland op de Olympische Zomerspelen van 1908 en won daarbij de bronzen medaille. Won in 1903 de Holdertbeker met HVV door HBS met 6-1 te verslaan  hij scoorde tijdens deze wedstrijd een keer. Hij doorliep het Eerste Stedelijk Gymnasium in Den Haag  en verbleef na zijn rechtenstudie tussen 1904 en 1906 in Nederlands-Indië.